# 女囚さそり 701号怨み節
『女囚さそり/701号怨み節』（じょしゅうさそり/701ごううらみぶし）は、1973年の日本映画。東映製作。女囚さそりシリーズの第4作である。

## 概要
梶芽衣子は『女囚さそりシリーズ』の3作目を「監督とスタッフを代えなければ出演には応じられない」と公言し、3作目の後も「3本でさそりの生命は終わった。これ以上はやりようがない。やりたくありません」と4本目の出演を拒否していた。東映首脳は1974年の高倉健主演映画『ゴルゴ13』の併映には何としてもさそりシリーズを据えるべく、監督を同じ日活出身でコンビ歴も長い長谷部安春に代えるという梶の条件を飲んだ。前3作の監督伊藤俊也から長谷部に変わり、シリーズに新たな要素が加わった。梶は伊藤とは決裂した形で長谷部を迎えた事情もあるが、かなり後年のインタビューにおいても本作が最も気に入っていると語っている。長谷部は映像に凝る点では伊藤に劣らない監督だったが、本作ではラストシーンを除くと観念的な表現を避けて平易な娯楽映画を志向している。
本作は、過去に殺人を犯して逃亡中の松島ナミが警察に捕まるが逃げ出し、直後に出会った元学生運動の活動家の男の助けを借りて逃亡を続けるという内容となっている。本作ではそれまでのシリーズにもあるようなアクション、拷問、リンチ、レイプなどのシーンの他、ナミのロマンスも描かれている。前作までは女子刑務所を管理する所長や看守が男性だったのに対し、本作では初めて女性がそれらの職務を担っている。

## ストーリー
さそりこと松島ナミは、鬼警部・児玉の執拗な捜査により逮捕された。だが、護送中に事故が起きてナミは脱走した。負傷したナミを手当したのは、ヌードスタジオの照明係であり、元学生運動過激派のメンバー・工藤であった。工藤は警察のリンチにより、片足が不自由になっていた。2人はいつしか犯罪者意識で通じ合う安心感を覚えるようになるが、2人に嫉妬した工藤の愛人のみどりは密かに警察へ通報する。

## スタッフ
- 監督：長谷部安春
- 企画：吉峰甲子夫
- 原作：篠原とおる
- 脚本：神波史男、松田寛夫、長谷部安春
- 撮影：仲沢半次郎
- 録音：内田陽造
- 照明：元持秀雄
- 美術：北川弘
- 編集：祖田富美夫
- 助監督：小平裕
- 記録：勝原繁子
- 擬斗：日尾孝司
- スチール：藤井善男
- 進行主任：松本可則
- 装置：石井正男
- 装飾：上原光雄
- 美粧：井上守
- 美容：宮島孝子
- 衣装：宮下貞子
- 演技事務：石川通生
- 現像：東映化学
- 音楽：鏑木創
- 製作：東映東京撮影所

## キャスト
松島ナミ
演 - 梶芽衣子
第一級殺人及び刑務所から脱走中の女。児玉によるとこれまでに「刑事殺し8件、脱獄3回（未遂28回）をしており、国家レベルの凶悪犯」などと言われている。冒頭では教会で挙式を行う花嫁衣装の飾り付けの仕事をしている。これまでのシリーズと同じく、冷たい目と口数の少ない佇まい、凶暴性と執念深い性格は健在。児玉率いる刑事から追われる中、工藤に助けられたことがきっかけで親しくなり2人で逃亡する。
工藤安男
演 - 田村正和
ヌードスタジオの照明係として働く。現在はニヒルな性格で質素に生活しているが、過去には元学生運動過激派グループの一人で野心的な性格だった。活動家時代に警察から受けた激しい拷問のせいで警察を恨んでいると同時に恐れている。その時のリンチにより不自由になった右脚を引きずって歩くようになり、上半身には痛々しい大きな傷跡が今も残る。活動家時代のアジトに今でも時々出入りしておりライフル銃の扱いに慣れている。
児玉武志
演 - 細川俊之
警視庁捜査一課警部。凶悪犯であるナミを生きたまま捕らえることに執着を見せる。元公安部に所属し当時学生運動の活動家だった工藤を逮捕し、下腹部に熱湯をかけるなどの激しい拷問を行う。暴力的で狡猾な性格の持ち主で、ナミを逮捕するためには時間と労力を惜しまない。ナミと工藤が2人で行動していると知り、部下に指示を出すとともに自ら捜査に身を投じて2人を捕まえようとする。

### 刑務所の関係者
中曽根所長
演 - 楠田薫
女囚や看守たちから恐れられる人物。規律に厳しい性格で女囚を叩くためのムチをいつも携帯している。受刑者や死刑制度について偏った考えを持っており持論を展開する。大門とは女囚への考え方の違いから内心良く思っていない。自身の執務室で大型犬を飼っている。ナミに死刑執行することを楽しみにしている。
大門看守長
演 - 森秋子
他の看守とは違い慈悲深い性格でムチは持たず、言葉によって励まし諭す形で女囚たちと心を通わせようとする。凶悪犯にも心の片隅に御仏への慈悲を乞う心があると信じ、ナミが刑事から暴行を受けた時も庇おうとする。
南村看守
演 - 根岸明美
看守たちのリーダー的存在。中曽根に感化されて女囚たちにムチを振るって指導するなど威張っている。ただし、休憩中は中曽根に隠れて同僚と共に、男性が被写体のグラビア雑誌を読んだりしている。
稲垣明子
演 - 中原早苗
中曽根たちが管理する刑務所の死刑囚。大門に精神的に支えられ、日々念仏を唱えながら写経をして心を落ち着かせる生活を送る。大門によると刑務所に来た当初は大荒れに荒れていたが、今は別人のように静かになっている。

### その他の主な人たち
広瀬刑事
演 - 土方弘
児玉の部下。警視庁捜査一課所属。髪型は薄毛で短髪。児玉の信頼も厚く高井とコンビで行動し、ナミを匿う工藤を尾行して彼女の居場所を探る。活動家時代の工藤の取り調べでは、意識朦朧状態の彼に強引に書類に捺印させた。
高井刑事
演 - 大下哲矢
児玉の部下。警視庁捜査一課所属。冒頭でナミにより左手を負傷し包帯をし、その後は左手だけ黒い手袋をはめるようになる。ナミや工藤と何度か対峙した時に暴力を振るったり激しい取り調べなどするなど手荒い行動を取る。
みどり
演 - 渡辺やよい
ヌードスタジオのダンサー。工藤の愛人。関西弁らしき言葉を話す。親しくなった当初、工藤の下半身にあるヤケド痕の存在を知り驚いている。工藤の控室でナミがかけていた手錠を見つけて刑事に通報する。
工藤トメ
演 - 初井言栄
安男の母。警察に依頼されてはるばる故郷から警視庁に赴き、安男の取り調べに協力する。罪を犯した安男に改心してもらいたいと涙ながらに訴えかける。東北訛りの言葉で話すのが特徴。
児玉絹代
演 - 金井由美
児玉の妻。身重の体。一人で自宅にいた所、工藤とナミに押し入られて人質となるが、直後に転落死する。

### その他の人たち
花嫁
演 - 岸真琴
支配人
演 - 伊達弘
刑事
演 - 土山登士幸、佐藤晟也、大泉公孝、滝波錦司、亀山達也、清水照夫
真崎看守
演 - 安藤純子
看守
演 - 久邇あき子、巴聖子、吉田梨枝、尾崎ひろみ、瀬木けい子、根岸真理、瞳エマ、村田博子、河野洋子
女囚
演 - 竹村清女、名逹ますみ、小甲登枝恵、山本緑、田沢佑子、章文栄、オモトサヨ、宮崎あすか
法務相関係者
演 - 山田甲一、清水正
児玉のマンションの刑事
演 - 五野上力
武装看守
演 - 沢田浩二、城春樹、大杉雄太郎、溝口久夫
以下ノンクレジット
教会の刑事
演 - 佐川二郎
児玉のマンションの刑事
演 - 木村修、山浦栄

## 封切り
日本では『ゴルゴ13』と2本立て公開で、4億400万円の売上は1974年（昭和49年）邦画配給収入の第7位にランキングされた。